# 中国驻帕皮提领事馆
中华人民共和国驻帕皮提领事馆（法語：Consulat de la République populaire de Chine à Papeete），简称中国驻帕皮提领事馆，是中华人民共和国派驻法属波利尼西亚帕皮提的最高级别外交机构。领区包括法属波利尼西亚。